# 클라렌스 E. 코인
클래런스 E. 코인(Clarence E. Coyne, 1881년, 일리노이주 록아일랜드 ~ 1929년 5월 27일)은 미국의 정치인이며, 스탠리 카운티 보안관, 제10대 사우스다코타 주무장관, 제16대 사우스다코타 부지사이다.

## 생애
클래런스 코인은 일리노이주 록 아일랜드에서 태어났다. 그는 공립학교에 다녔고, 고등학교를 졸업했으며, 경영 대학에서 과정을 마쳤다. 그는 4년 동안 일리노이 해군 민병대에서 복무했다. 1905년 이래 그는 사우스다코타에 거주하며 포트 피에르에서 신문 사업에 종사했다. 정치적으로 그는 공화당에 입당했다. 1911년에서 1914년 사이에 그는 스탠리 카운티의 보안관이었고, 1922년부터 1927년까지 사우스다코타의 국무장관으로 재직했다. 1928년, 클래런스 코인(Clarence Coyne)은 그의 주의 부지사로 선출되었다. 그는 1929년 1월부터 같은 해 5월 27일 사망할 때까지이 직책을 수행했다. 이 직책에서 그는 윌리엄 J. 불로 주지사의 대리인이었고 사우스다코타 상원을 주재했다.

## 경력
- 1911 ~ 1914 스탠리 카운티 보안관
- 1922.11 ~ 1927.01 제10대 사우스다코타 주무장관
- 1929.01 ~ 1929.05 제16대 사우스다코타 부지사